# Stuor Ävdshigas
Stuor Ävdshigas är en kulle i Finland. Den ligger i Utsjoki kommun och landskapet Lappland, i den norra delen av landet, 1 000 km norr om huvudstaden Helsingfors. Toppen på Stuor Ävdshigas är 480 meter över havet.
Terrängen runt Stuor Ävdshigas är huvudsakligen platt.  Trakten runt Stuor Ävdshigas är nära nog obefolkad, med mindre än två invånare per kvadratkilometer. Närmaste större samhälle är Karigasniemi, 18,3 km norr om Stuor Ävdshigas. Omgivningarna runt Stuor Ävdshigas är i huvudsak ett öppet busklandskap.